# Hormersdorfer Hochmoor
Das Hormersdorfer Hochmoor ist ein Naturschutzgebiet (NSG) im Erzgebirgskreis in Sachsen. Das 10,63 ha große Gebiet mit der NSG-Nr. C 05 liegt etwa 1 Kilometer südlich der Ortslage Hormersdorf, einem Ortsteil der Stadt Zwönitz. Das Naturschutzgebiet wurde 1961 unter Schutz gestellt. Die letzte Änderung erfolgte durch die Verordnung des Landratsamtes Erzgebirgskreis vom 31. Mai 2010 (SächsGVBl. S. 216).

## Beschreibung
Das Moor ist eines der nördlichsten Hochmoore im Erzgebirge. Im Volksmund wird es auch als Kiefernweiche bezeichnet. Der größte Teil des Moores wurde bereits vor dem Ersten Weltkrieg abgebaut. Folgende Pflanzen sind im Moor zu finden: Latschenkiefer (Pinus mugo), Moorbirke (Betula pubescens), Juncus effesus, Juncus filiformis, Juncus squarrosus, Calluna vulgaris, Vaccinium myrtillus, Oxycoccus palustris und Rundblättriger Sonnentau (Drosera rotundifolia).

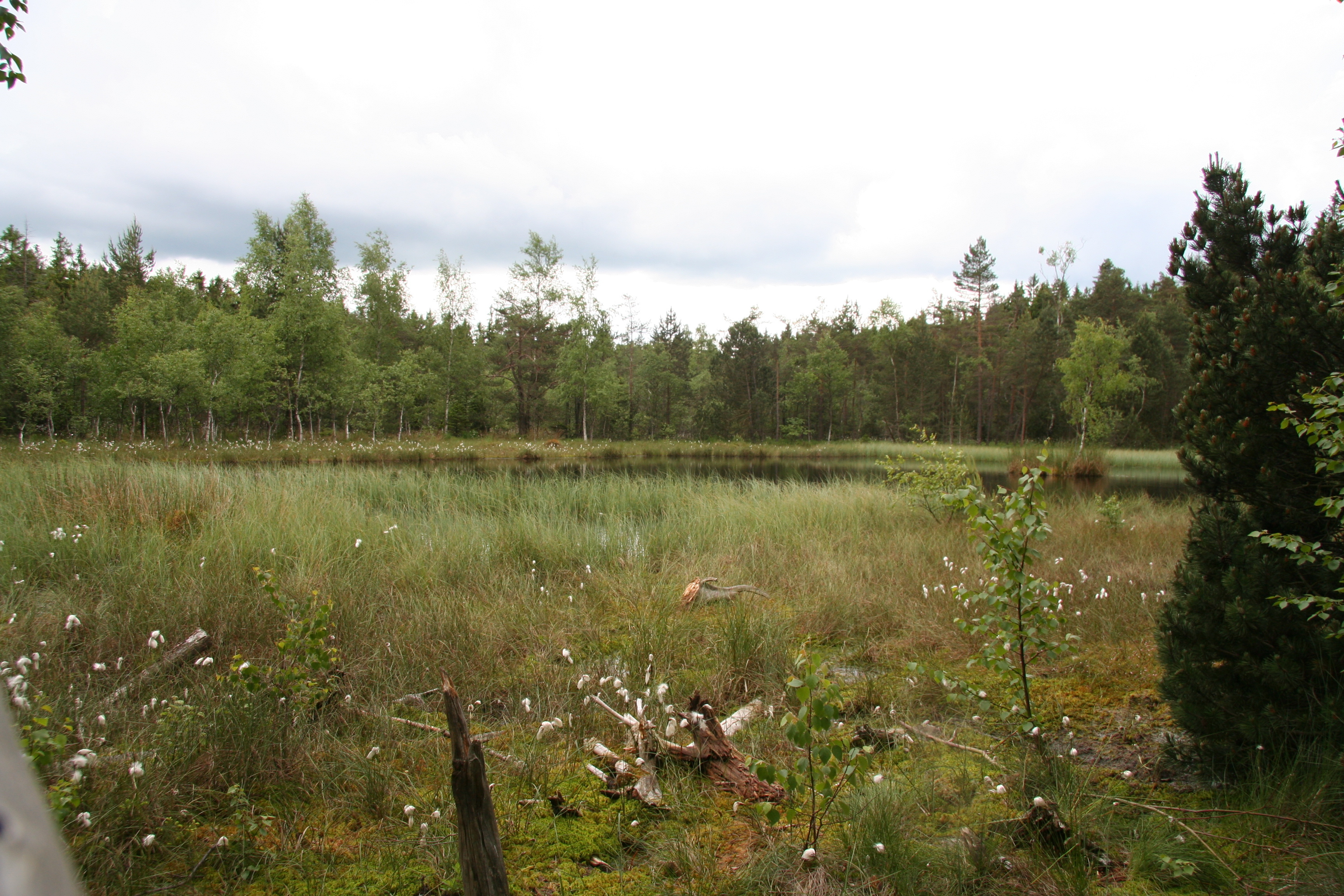
Blick auf das Moorgebiet
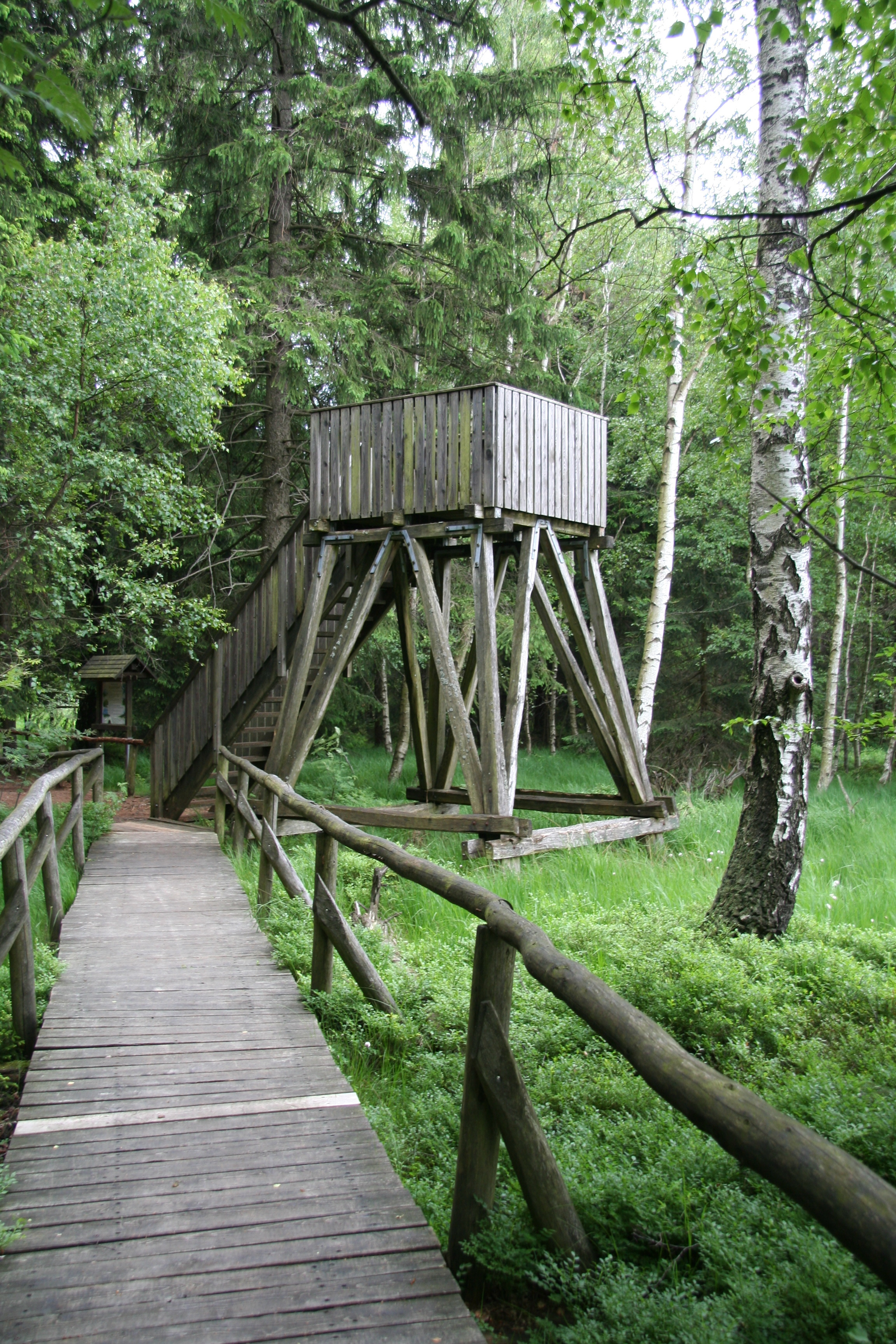
Aussichtsplattform am NSG
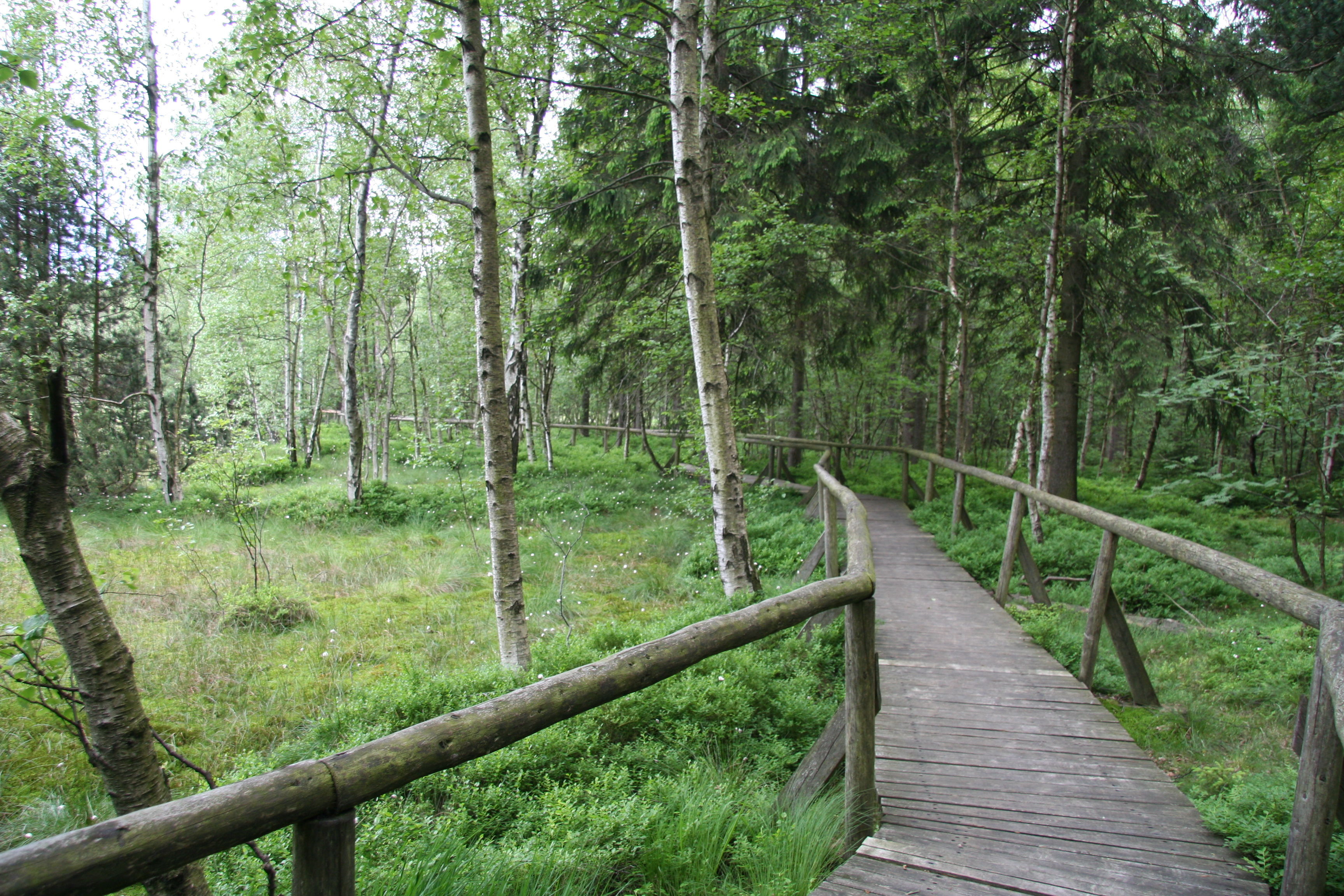
Weg ins Moorgebiet
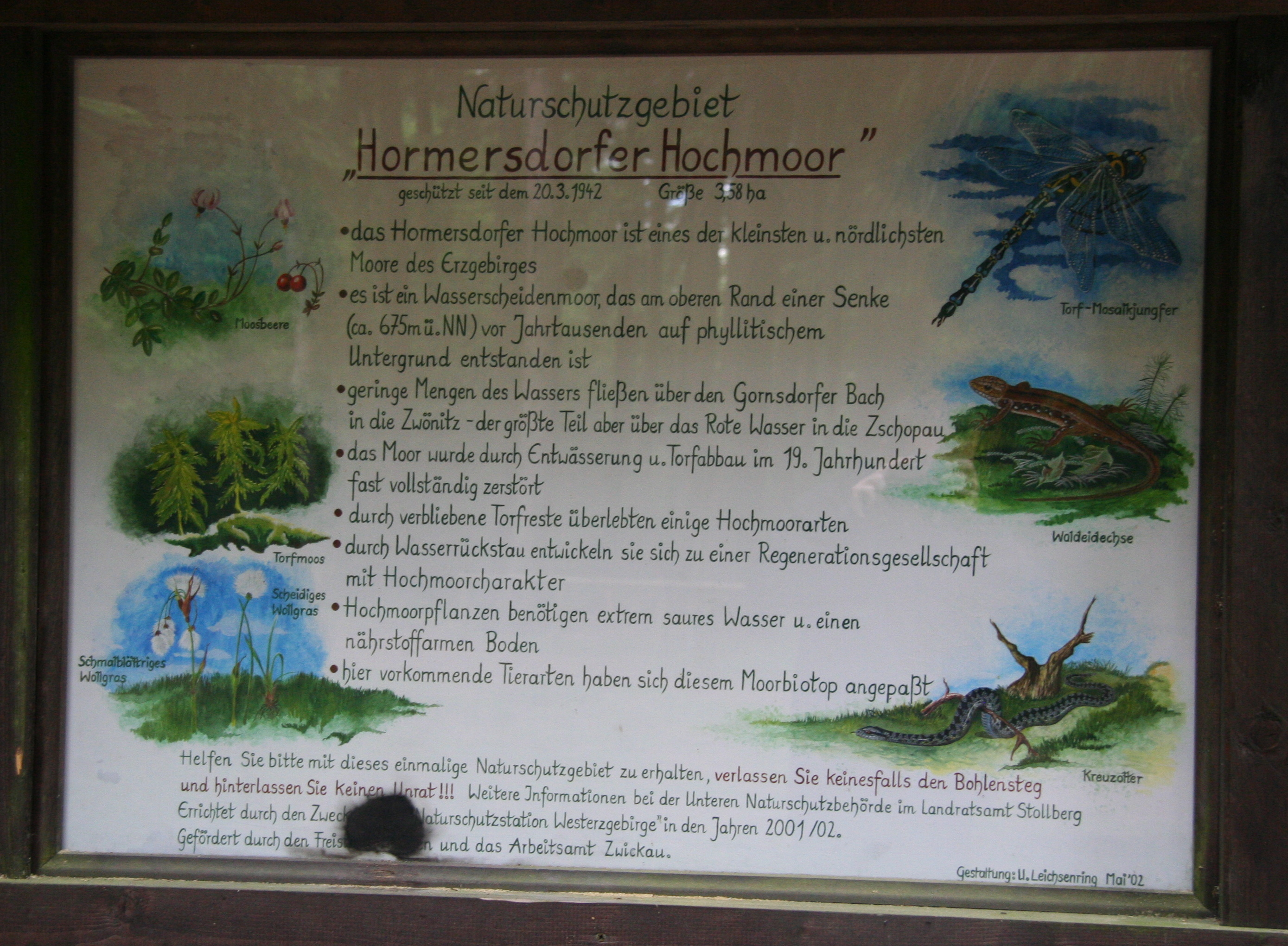
Infotafel am NSG